# Convenção (província)
La Convención é uma província do Peru localizada na região de Cusco. Sua capital é a cidade de Quillabamba.

## Distritos da província
- Santa Ana
- Echarate
- Huayopata
- Inkawasi
- Maranura
- Ocobamba
- Quellouno
- Quimbir
- Santa Teresa
- Vilcabamba
- Pichari